# Roger Bussemey
Roger Bussemey, né le 4 octobre 1920 à Héricourt et mort le 6 septembre 1988 à Clamecy, est un auteur de bandes dessinées, illustrateur et peintre français. Bien qu'il soit presque oublié aujourd'hui, son œuvre dans le domaine de la bande dessinée fut prolifique, et sa série phare Moky et Poupy, soutenue pendant une trentaine d'années par les éditions Fleurus (1958-1988), connut un grand succès.

## Une vie consacrée à l'art

### La jeunesse de Roger Bussemey: l'art en ligne de mire
Roger Bussemey naît le 4 octobre 1920 en Haute-Saône, à Héricourt. Ses parents sont les propriétaires d'une épicerie dans la même ville. Après avoir obtenu son brevet élémentaire, en 1942, Bussemey part pour Paris où il suit les cours d'une école de dessins animés par correspondance. Il travaille d'abord dans une usine d'aviation de Bois-Colombes, pour ensuite, en 1943, entrer dans un studio de dessin animé où il commence à dessiner. Cependant, la France est sous l'occupation et le STO (Service du Travail Obligatoire) organise l'envoi de jeunes français en Allemagne pour travailler. Bussemey reçoit lui-même une convocation, l'obligeant à fuir Paris pour ne revenir qu'après la Libération. À son retour en 1945, Bussemey réussit à obtenir un poste dans une maison de production de films publicitaires.

### Les débuts dans la bande dessinée (1946-1956)
L'année 1946 est le début d'une longue carrière dans la bande dessinée pour Roger Bussemey. Il commence tout d'abord par travailler pour la grande presse, dans des journaux tels que L'Aurore, L'Humanité, ou Le Parisien Libéré, avec des bandes dessinées sous forme de strips humoristiques. Par la suite, remarqué des éditions de Montsouris dont les tirages explosent après la Seconde guerre mondiale, il crée divers personnages apparaissant dans de petits albums humoristiques d'une douzaine de pages, dans un format à l'italienne à la couverture brochée et dont les bandes sont tantôt en couleur tantôt en noir et blanc. Y sont relatées les aventures de héros tels que Bob, le Père Clodo, Sylvestre, ou encore Zidore. Les aventures de Bob, raconte l'histoire d'un petit garçon intrépide chargé de lutter contre des brigands qui en veulent à sa famille, le dessin de Bussemey réalisé dans une ligne claire ronde se rapproche de celui d'Erik. Le Père Clodo est quant à lui un sans domicile fixe créatif et maladroit, d'abord accompagné d'un chat puis d'un jeune garçon et d'une jeune fille ; ses aventures sont la source de multiples gags. Enfin les aventures de Zidore, un western, relate l'histoire d'un jeune homme à court d'argent qui hérite de son oncle Magloire et décide de partir pour l'Ouest sauvage. Sur sa route il rencontre un Indien, Pied-de-canard et le cheval de son oncle Trompe-la-mort avec lesquels il se lie d'amitié. Ils doivent tous faire face à la fourbe équipe du notaire Maître Papyrus et son complice puis à la Main Noire, une organisation criminelle, et sont finalement chargés, comme dans chacune de ces 4 séries, de sauver une jeune fille. En parallèle, Bussemey conçoit des bandes pour l’hebdomadaire jeunesse d'après-guerres O.K dans lesquelles sont exposées les péripéties du Sergent Joë, un policier à cheval. Il réalise dans ce même journal la série Grand Nord, ainsi que la couverture de plusieurs numéros (no 81, 82, 85 à 87, 90, 91 et 99) et diverses histoires comme des aventures historiques telles que Le secret de Favras ou  Une guerre en or pour lesquelles il collabore avec d'autres auteurs comme De Gesvres ou De Nussy. Dès 1948, Roger Bussemey dessine Woopy dans l'hebdomadaire pour enfant Pierrot, dont les gags, qui mettent en scène un Indien et son loup, connaissent un certain succès. Il dessine également des récits complets dans l'hebdomadaire Lisette, comme La bague de Vercingétorix scénarisé par Annie François, mais aussi dans Rustica. En 1955, il dessine Pantagruel, un strip scénarisé par Jean Follet, qui paraît dans le périodique Jocko (éditions ESSEO), ou encore Bob & Coco en 1956. En outre, il illustre un journal corporatiste intitulé La Vie des métiers.
Roger Bussemey est présent, en 1957, dans l'hebdomadaire illustré pour jeunes filles Line, porté par les éditions Dargaud. Il y dessine les séries Bergamote puis Jane Stone, représentant des jeunes filles dynamiques et aventureuses, avec la collaboration de la scénariste Christiane Fournier. Dans un même temps, Bussemey travaille comme maquettiste pour le journal féminin Intimité, un hebdomadaire lancé par Cino Del Duca dont les tirages sont assez importants à la suite du développement de la presse du cœur dans les années d'après-guerre. Il cesse toutefois cette activité en 1958, lorsqu'il parvient à entrer aux éditions Fleurus.

### Les années Fleurus (1956-1988)
L'année 1956 marque une nouvelle étape dans la vie de Bussemey puisqu’il commence à travailler pour les éditions Fleurus dont les publications s'adressent à un public essentiellement catholique. Les éditions parviennent, malgré une période de suspension, à regagner leurs positions à la fin de la Seconde guerre mondiale. Leur hebdomadaire Cœurs Vaillants s'impose comme l'un des principaux supports de bandes dessinées d'après-guerre avec les récits de Frédéric-Antonin Breysse (Oscar Hamel) ou encore Robert Rigot (Fredéri le Gardian). Roger Bussemey commence sa collaboration avec Fleurus en créant l'histoire policière à suivre Aventure en Voldarie au graphisme réaliste, qui paraît dans Fripounet à partir de 1956. Il réalise aussi des récits complets et des couvertures aux traits humoristiques ou réalistes pour Cœurs vaillants et Âmes vaillantes, en collaboration avec Guy Hempay et Rose Dardennes. C'est en 1958 que Bussemey crée la série qui lui apporte le succès : Moky et Poupy. Parue d'abord dans Cœurs vaillants, puis dans Âmes vaillantes, Moky et Poupy fait son entrée dans Fripounet et Marisette en 1961 et reste jusqu'en 1988. Moky et Poupy sont deux petits indiens (frère et sœur) de la tribu des Pieds Agiles. Ils vivent dans un univers contemporain gentil et banal, et passent leurs journées à détourner les conspirations de Renard Rouge, un membre paresseux et jaloux de leur tribu. De nombreux personnages leur viennent en aide: Chouette Mâ-Mâ une vieille squaw avec sa tisane imbuvable, le grand chef Éclair Noir, Toila-Matla et Dent de Lait. En 1959, Bussemey rajoute à la série un nouveau personnage, l'ours Nestor, un ami fidèle de Moky et Poupy qui devient un personnage indispensable et une source de multiples gags. Après l'apparition de la série dans Fripounet, en 1961, Nestor sort de ses simples fonctions de héros de la bande dessinée puisqu'il est nommé rédacteur en chef d'honneur. Il devient alors l'interlocuteur et le correspondant des jeunes lecteurs de Fripounet. Pour un des épisodes, Bussemey introduit une oursonne qui était censée disparaître à la fin du récit ; cependant, la réaction inattendue des lecteurs qui envoient des dizaines de milliers de lettres oblige l'auteur à la faire revenir dans la série. Elle devient ainsi la compagne de Nestor et prend le nom de Nestorine. Bussemey passe ensuite de dessins semi-réalistes à des traits plus caricaturaux qui conviennent mieux à l’atmosphère drôle et charmante de la série et aux goûts du jeune publique de Fripounet. Dans les années 1970, l'auteur se tourne vers la parodie sociale et montre, à travers l'organisation de la tribu Pieds-Agiles, les défauts de la société moderne. Les épisodes peuvent donc être lus au premier degré par la jeunesse et au deuxième par le public adulte. L'humour se concentre quant à lui dans les dialogues, souvent absurdes, qui deviennent la signature stylistique de l'auteur.
La série Moky et Poupy est finalement un pilier du journal Fripounet et contribue largement à sa popularité. Roger Bussemey continue à travailler sur la série jusqu’à son départ à la retraite en 1988 et Moky et Poupy apparaît en 123 épisodes. Entre 1960 et 1968, Fleurus la publie également en 38 albums brochés, puis 14 albums sont réédités entre 1999 et 2005 par les éditions du Triomphe ainsi que 5 inédits entre 2002 et 2009. Paraissent enfin 10 inédits en intégrales, qui regroupent plusieurs épisodes (2 à 4) par volume, aux éditions Plotch Splaf entre 2013 et 2016.
Parallèlement à son travail sur Moky et Poupy, Bussemey participe, toujours pour les éditions Fleurus, à la création de nombreux récits complets, jeux, articles rédactionnels, illustrations, couvertures, et personnages qui apparaissent dans les trois titres cités précédemment, Cœurs vaillants, Âmes vaillantes et Fripounet, mais aussi dans Perlin, J2 Magazine, Formule 1 et Joker. Parmi les récits les plus remarquables se trouvent Tonton Magloire le trappeur (1964) et les gags Basil et Cie (1968) parus dans J2 Jeunesse, Facile Lagachette : histoire comique d'un vieil homme grognon et grincheux, sortie en huit épisodes entre 1971 et 1972 dans Formule 1, ou encore un récit tel que « Yan et Jonas » (1965) paru dans Fripounet.

### La collaboration à d'autres journaux
En 1961, Roger Bussemey est l'auteur de Tonton Barnabé publié en 32 planches dans le journal l'Intrépide des Éditions mondiales de Cino Del Duca, avec une alternance de 3 planches au lavis noir et blanc et une planche en bichromie noire et rouge. L'histoire est celle d'un trappeur au caractère difficile, Tonton Barnabé, partant à la recherche d'un voleur de fourrures en compagnie de son neveu Albert. Après moult péripéties à visée humoristique, les deux héros finissent par capturer le voleur, en grande partie grâce à l'ingéniosité d'Albert. L'album intégral de Tonton Barnabé paraît en 2016 aux éditions Plotch Splaf en deux versions, une version restaurée en noir et blanc et une version fac-similée sans retouche. Deux ans plus tard, en 1963, Bussemey se fait l'illustrateur de Monsieur Globe-Trotter et de l'Odyssée dans l'encyclopédie Tout L'Univers des éditions Hachette, destinée aux adolescents. Il collabore ensuite au journal Pilote en 1968 avec Les nouveaux voyages d'Ulysse, un récit à suivre (n°443 à 452) scénarisé par Sim. Mais il est aussi au dessin dans de nombreux récits complets tels que Mais où Schéhérazade va t–elle chercher tout ça ? (n° 446) avec Fred au scénario, Soyez un bon candidat à la télévision scénarisé par Goscinny dans le Super Pocket 1 de 1968, ou encore Les bâtisseurs de l’espace fait en collaboration avec Reiser. Il est par ailleurs très prolifique dans la rubrique « Pilotojeux » puisqu'il réalise, par exemple, les jeux des numéros 470 à 474, 476 à 483 et 485 à 491 et étend sa production chez Pilote à la rubrique d'actualité en 1969 avec des récits complets comme « Est–ce un oiseau ? » (n° 492) sur scénario de J. Lob. Parallèlement à la production de Moky et Poupy, Bussemey dessine Septazéro l'Invincible avec la scénariste Claire Godet, dans le périodique Les Petits Juniors de Télé 7 Jours qui paraît entre 1977 et 1980 aux éditions Pressinter. Il crée ensuite, chez le même éditeur, Tonton la Ficelle publié dans La Bataille des planètes, un magazine d'anticipation éphémère. Passionné par tout ce qui a trait à la mer, Roger Bussemey publie « avec un réel plaisir et pendant de très longues années» dans le journal de la Marine Nationale Cols bleus ainsi que la Revue maritime et illustre « avec beaucoup d'humour et de respect les sujets de la Royale».

### L'homme et le peintre
Il existe peu de connaissances sur la vie privée de Roger Bussemey. Selon le journal Hop !, et les témoignages de sa fille, c'était une personne modeste et assez secrète. Une de ses passions est la peinture, à laquelle il consacre une dizaine d'années entre 1958 et 1968. Ses œuvres rencontrent un certain succès et Bussemey obtient des premiers prix pour ses paysages et portraits réalisés au feutre, à l'encre de Chine, au lavis, à l'aquarelle, à la gouache ou encore à la peinture à l'huile. Ses qualités de dessinateur s'y retrouvent par ailleurs dans la précision du trait, l'équilibre de la composition et du traitement des couleurs. Il est notamment exposé à la galerie Soulanges en 1968 et à New York lors de l'Exhibition Contemporary European Painter. Nombre de ses œuvres furent offertes aux membres de sa famille, à ses collègues ou amis. Durant toutes ses années de travail, Bussemey a été épaulé par sa femme, à la fois première conseillère et critique de ses créations. Elle reste à ses côtés jusqu'à ses derniers jours. En effet, en 1988 Roger Bussemey prend sa retraite et se retire dans sa maison de campagne de la Nièvre avec son épouse. Sa santé se dégrade, il commence à avoir des problèmes de vue et doit se faire opérer de la cataracte. Pourtant, Bussemey reste optimiste et aborde ses difficultés avec humour. Dans sa lettre de février 1988 au journal Hop !, il écrit : « vous parlez si c'est amusant ! Je ne peux plus dessiner, je ne peux plus conduire ma voiture, je vois deux routes… si encore j'en voyais trois je prendrais celle du milieu !». Roger Bussemey décède le 6  septembre 1988, en ayant peu profité de sa retraite. Aujourd'hui ses descendants, sa fille et ses petits enfants, tachent de faire redécouvrir son œuvre au grand public, notamment en organisant l'exposition et la vente aux enchères qui ont eu lieu le 20 et le 21 janvier 2017 à l’hôtel des ventes de Drouot à Paris

## La place de Roger Bussemey dans la bande dessinée
En compagnie de Louis Cance, rédacteur de Hop ! et dessinateur, Bussemey milite pour les droits des auteurs de bandes dessinées. Le Tribunal administratif de Paris leur donne raison en juin 1974, alors que la Commission avait rejeté leur demande d'obtention d'une carte de presse. Cette dernière permettait notamment d’accéder à certains avantages à l'origine destinés aux journalistes, ouvrant quelque peu la voie à un début de professionnalisation des dessinateurs, même si leur statut reste précaire.
Les résultats de la vente aux enchères des 20 et 21 janvier 2017 montrent, quant à eux, que Bussemey est apprécié par un public qui tente de faire vivre et pérenniser ses œuvres, même s'il reste oublié du plus grand nombre. Toutefois, il convient de souligner que les œuvres se sont, dans l'ensemble, vendues à des prix inférieurs à ceux estimés au départ, pourtant raisonnables. Sur la base des prix maximum estimés pour chacune de ses œuvres, le prix moyen est d'environ 246 euros, alors que le prix moyen payé par les acheteurs est d'environ 122 euros. Sur les 198 œuvres identifiées (peintures et illustrations comprises), 58 n'ont pas trouvé d'acheteur, 45 ont été vendues à un prix inférieur à celui estimé, 46 ont été vendues à un prix supérieur et 49 ont été vendues aux prix estimés. 

## Œuvres de Roger Bussemey (hors presse)

### Albums
- Les aventures de Bob, Montsouris, 6 vol., 1946.
- Les aventures du Père Clodo, Montsouris, 6 vol., 1946.
- Les aventures de Sylvestre, Montsouris, 6 vol., 1946.
- Les aventures de Zidore, Montsouris, 6 vol., 1946.
- Moky et Poupy, Fleurus, 38 vol., 1960-1968. (2 HS en 1965 et 1981)
- Moky et Poupy, Éditions du Triomphe, 14 vol., 1999-2005 (rééd.)
- Moky et Poupy, Éditions du Triomphe, 5 vol. inédits, 2002-2009. (coll. « Les trésors de la Chouette-Mâ-Mâ »)
- Moky et Poupy, Plotch Splaf, 10 vol. inédits en intégrales, 2013-2016.

### Peintures et autres illustrations
- 1958 : « Fond marin aux deux amphores », gouache sur bois, 46 × 38 cm.
- 1960 : « La barque », gouache sur carton 5F, 34,5 × 27 cm.
- 1960 : « La truite », gouache sur carton 6F, 33 × 41 cm.
- 1960 : « Le marin, l’enfant et le bateau », gouache sur carton fort et toilé, 65 × 54 cm.
- 1960 : « Moky et Poupy », huile sur toile, 45 × 54 cm.
- 1960 : « Navire de guerre № 1 : Porte-avion Foch ou Clemenceau », aquarelle, 46 × 38 cm.
- 1960 : « Navire de guerre № 2 », aquarelle, 46×38 cm.
- 1961 : « Amphore et épave », encre de chine sur papier Canson fort, 65 × 49,5 cm.
- 1961 : « Les trois citrons », huile sur toile, 41 × 27 cm.
- 1961 : « Table aux deux citrons », encre de chine sur papier Arches, 75 × 57 cm.
- 1964 : « Au café », huile sur toile, 46 × 38 cm.
- 1964 : « Barrières marines № 1 », huile sur toile, 55 × 46 cm.
- 1964 : « Barrières marines № 2 », huile sur toile, 73 × 60 cm.
- 1964 : « Barrières marines № 3 », huile sur toile, 73 × 60 cm.
- 1964 : « Carafe aux raisins bleus », huile sur toile, 35 × 24 cm.
- 1964 : « Les trois barques », huile sur toile, 61 × 38 cm.
- 1964 : « L’Homme à la fourche », aquarelle et encre de chine, 65,5 × 50,5 cm.
- 1964 : « Portrait de l’homme au chapeau », encre de chine, 50 × 64 cm.
- 1965 : « Cavalier sur un pont », huile sur toile, 46 × 55 cm.
- 1965 : « Cours de voile », huile sur toile, 55 × 46 cm.
- 1965 : « Deux marins au port », gouache sur panneau cartonné, 38 × 45,5 cm.
- 1965 : « Femme lisant », huile sur toile, 37 × 46 cm.
- 1965 : « Promenade champêtre en charrette », gouache sur papier Canson Montgolfier, 75 × 54,5 cm.
- 1966 : « Berger au soleil levant », gouache sur papier carton épais, 65 × 50 cm.
- 1966 : « Le laboureur », gouache sur papier épais, 65 × 50 cm.
- 1966 : « Les Joueurs de cartes », huile sur toile, 73 × 60 cm.
- 1966 : « Paysan et son cheval », encre de chine à la plume, 65 × 50 cm.
- 1967 : « A votre santé ! », huile sur toile, 46× 55 cm.
- 1967 : « Femme au tricot », huile sur toile, 24 × 33 cm.
- 1967 : « Le garde-chasse », huile sur toile, 46 × 55 cm.
- 1967 : « Le jardinier admiratif », huile sur toile, 46 × 55 cm.
- 1967 : « Réflexion », gouache sur papier carton épais, 54,5 × 45 cm.
- 1967 : « Marine aux trois pêcheurs », sur toile plastifiée, 52 × 38 cm.
- 1967 : « Marin au port », encre de chine à la plume, 65 × 50 cm.
- 1967 : « Marin songeur », huile sur toile, 46× 55 cm.
- 1967 : « Pause déjeuner du paysan », encre de chine à la plume sur papier Arches, 76 × 57 cm.
- 1967 : « Paysan – ambiance jaune », lavis d’encre sur papier Arches, 57 × 76 cm.
- 1967 : « Portrait aux yeux bleus », huile sur toile, 24 × 33 cm.
- 1967 : « Marin aux deux bateaux », gouache sur papier carton, 75 × 54,5 cm.
- 1967 : « Deux marins se parlant », encre de chine noire sur papier Canson fort, 75 × 54,5 cm.
- 1967 : « Femme de marin », gouache sur papier carton, 75 × 54,5 cm.
- 1967 : « Homme assis lisant le journal », encre de chine à la plume, 24 × 30  cm.
- 1967 : « Au Port – ambiance orage », encre de chine et lavis sur papier Canson Lavis B, 75 × 55 cm.
- 1967 : « Buveur », encre de chine sur papier Canson Montgolfier, 75 × 54,5 cm.
- 1968 : « L’homme aux yeux clos », aquarelle sur papier carton, 45 × 55 cm.
- 1968 : « Portrait d’un homme pensif », aquarelle sur papier carton, 55 × 75 cm.
- 1968 : « Deux chevaux dont un apaloosa », gouache sur papier carton, 54,5 × 45 cm.
- 1968 : « Une barque en été », gouache sur papier carton, 54,5 × 45 cm.
- 1968 : « Nocturne au lac », gouache sur papier carton Canson Lavis B, 75 × 55 cm.
- 1968 : « Mon âme », gouache sur papier carton Canson Montgolfier épais, 75 × 45 cm.

#### Livres
- Filippini H., Dictionnaire de la Bande Dessinée, Paris, Bordas, 2005.
- Filippini H., Dictionnaire encyclopédique des héros et auteurs de BD, Paris, Opera Mundi, 1998.
- Gaumer P., Moliterni C., Dictionnaire Mondial de la Bande Dessinée, Paris, Larousse, 1994.
- Moliterni C., Mellot P., et alii, BD guide : encyclopédie de la bande dessinée internationale, Paris, Omnibus, 2003.

#### Périodiques
- « Bussemey », dans Hop ! no 61, avril 2010, p. 33.
- Groensteen T., « Brève histoire de la mobilisation des auteurs de bande dessinée », ActuaLitté [en ligne] https://www.actualitte.com/article/bd-manga-comics/breve-histoire-de-la-mobilisation-des-auteurs-de-bande-dessinee/63264  (consulté le 7 avril 2018)
- « Remember », dans Hop ! n° 45, janvier 1989, p. 60.